# Actuarius

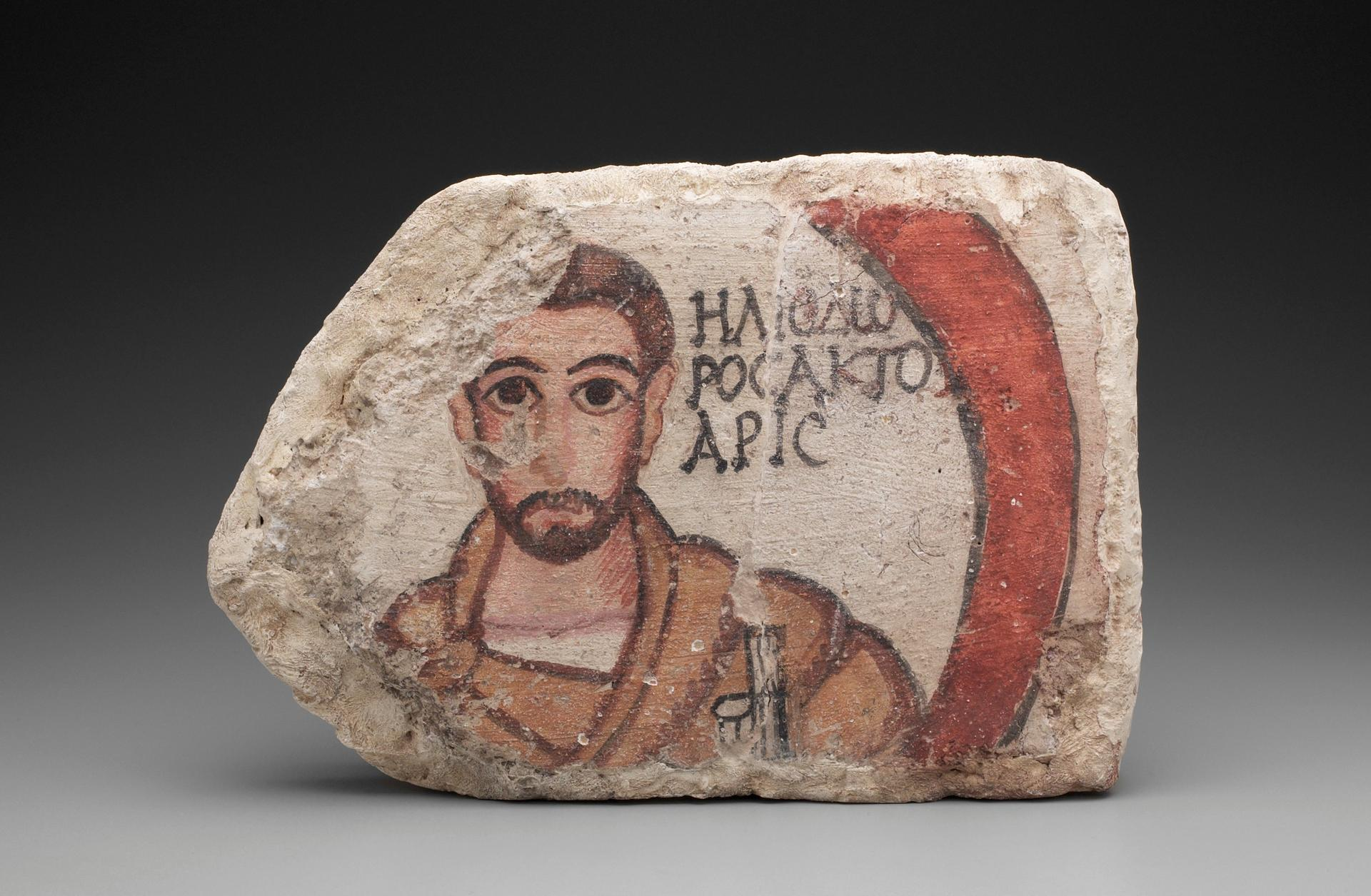
Este azulejo del techo de un edificio en Dura Europos tiene una inscripción griega que identifica al hombre por su nombre, Heliodoro, y su ocupación, actuario.

Actuarius o actarius, dictada en griego como aktouarios ( ἀκτουάριος ), fue el título aplicado a funcionarios de diferentes funciones en los últimos imperios romano y bizantino.
A finales del Imperio Romano, el actuarius era un funcionario fiscal encargado de la distribución de los salarios y las disposiciones para el militar romano. En esta capacidad, el puesto está atestiguada por lo menos hasta el siglo sexto, pero solo aparece en los textos jurídicos anticuados a partir de entonces. El título vuelve a aparecer en el Taktikon Uspensky de alrededor del año 842 y la posterior Kletorologion de 899, pero el papel de su titular no está claro. En el siglo X De Ceremoniis del emperador Constantino VII Porfirogéneta (r . 913-959), los aktouarios se menciona como la entrega de premios a los vencedores aurigas , pero en el siglo XII (o tal vez en el siglo XI) el término llegó a aplicarse a destacados médicos , posiblemente, los adscritos a la corte imperial (cf . Joannes Actuarius ).